# Die Another Day (soundtrack)
Die Another Day is de originele soundtrack van de twintigste James Bond-film van EON Productions uit 2002 met dezelfde naam. Het album werd uitgebracht in 2002 door Warner Bros. Records.
Het album bevat de originele filmmuziek die gecomponeerd werd door David Arnold en uitgevoerd door het orkest onder leiding van Nicholas Dodd en met de solisten  John Barrett (trompet), Richard Edwards (trombone) en David Hartley (piano). Bij het nummer "Antonov" zong de Belgische zangeres Natacha Atlas als achtergrondzangeres. Het nummer "James Bond Theme (Bond vs. Oakenfold)" werd geremixt door Paul Oakenfold. De titelsong "Die Another Day" werd gezongen door Madonna en het nummer werd geschreven en geproduceerd door Mirwais Ahmadzaï en Madonna.

## Nummers
| Nr. | Titel                                 | Duur  |
| --- | ------------------------------------- | ----- |
| 1   | Die Another Day – Madonna             | 4:39  |
| 2   | James Bond Theme (Bond vs. Oakenfold) | 4:05  |
| 3   | On the Beach                          | 2:52  |
| 4   | Hovercraft Chase                      | 3;39  |
| 5   | Some Kind of Hero?                    | 4:33  |
| 6   | Welcome to Cuba                       | 2:08  |
| 7   | Jinx Jordan                           | 1:29  |
| 8   | Jinx & James                          | 2:04  |
| 9   | A Touch of Frost                      | 1:52  |
| 10  | Icarus                                | 1:24  |
| 11  | Laser Fight                           | 4:36  |
| 12  | Whiteout                              | 4:55  |
| 13  | Iced Inc.                             | 3:09  |
| 14  | Antonov                               | 11:52 |
| 15  | Going Down Together                   | 1:36  |

## Hitnoteringen
Die Another Day – Madonna
| Jaar | Hitlijst                 | Hoogste positie |
| ---- | ------------------------ | --------------- |
| 2002 | Nederlandse Top 40       | 4               |
| 2002 | Mega Top 100             | 5               |
| 2002 | Ultratop 50 (Vlaanderen) | 7               |
| 2002 | Billboard Hot 100        | 8               |

Die Another Day (soundtrack) – David Arnold
| Jaar | Hitlijst      | Hoogste positie |
| ---- | ------------- | --------------- |
| 2002 | Billboard 200 | 156             |

## Trivia
In 2017 bracht La-La Land Records een nieuwe versie van de soundtrack another day uit * 